# Hispanioryctes sculptilis
Hispanioryctes sculptilis är en skalbaggsart som beskrevs av Brett C.Ratcliffe och Ronald D. Cave 2011. Hispanioryctes sculptilis ingår i släktet Hispanioryctes och familjen Dynastidae. Inga underarter finns listade i Catalogue of Life.